# Семеногелин

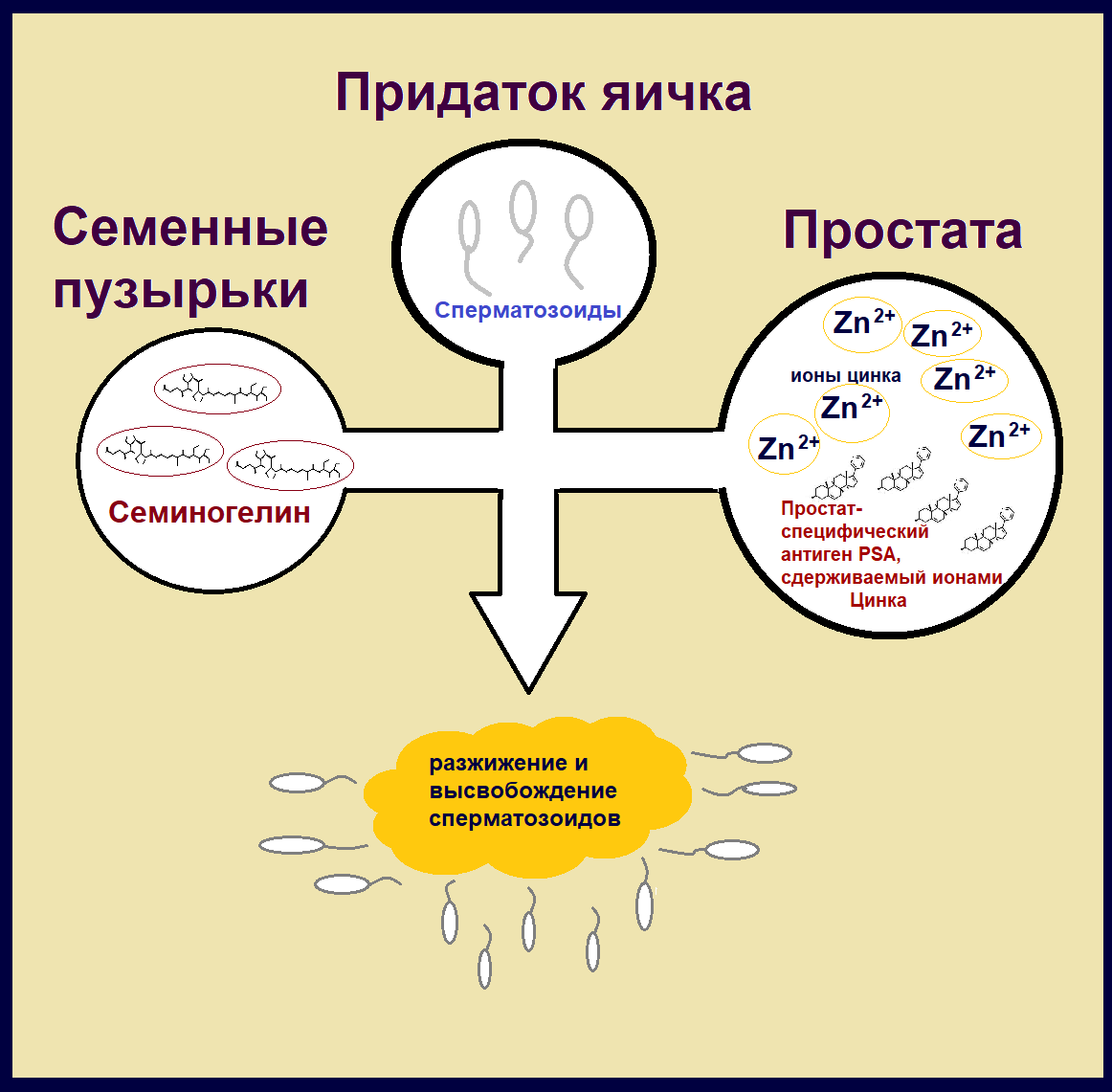
Взаимодействие Семеногелина с PSA. В простате концентрация ионов цинка в десять раз выше, чем в других жидкостях организма. Ионы цинка оказывают сильное ингибирующее влияние на активность PSA и Каликреин-2, поэтому PSA полностью неактивен.

Семеногелин — белок коагулята спермы человека, который секретируется семенными пузырьками и отвечает за иммобилизацию и фиксацию сперматозоидов в семенном коагуляте — геле-хранилище для захвата и транспортировки сперматозоидов. 
Концентрация семеногелина в геле в 10 раз выше, чем содержащихся в нем фибронектина и лактоферина. Чтобы разжижить сперму и запустить процесс подвижности сперматозоидов семеногелин должен быть расщеплен простат-специфическим антигеном (PSA), который до активации находится в простате и сдерживается повышенной концентрацией ионов цинка. Секреция эпидидимиса, которая содержит сперматозоиды, составляет всего несколько процентов от объема эякулята, а оставшаяся часть спермы (приблизительно 30%) происходит главным образом из предстательной железы и богата сериновыми протеазами и ионами цинка (Zn2+). При эякуляции жидкости смешиваются с образованием нековалентно связанной гелеобразной структуры, которая захватывает сперматозоиды. В течение 20 минут после эякуляции гель почти полностью разжижается сериновыми протеазами, в первую очередь простат-специфическим антигеном (PSA) . Действие PSA дополняется сериновой протеазой Каликреин-2, которая имеет 80% идентичности в первичной структуре с PSA и помогает ему активироваться путем расщепления его проформы до ферментативно активной зрелой формы.